# Crawford (Mississippi)
Pour les articles homonymes, voir Crawford.
Crawford est une ville du comté de Lowndes, dans l'État du Mississippi, aux États-Unis.